# Fresh Fruit for Rotting Vegetables
Az 1980-as Fresh Fruit for Rotting Vegetables a Dead Kennedys debütáló nagylemeze. Az Egyesült Királyságban a Cherry Red Records jelentette meg, itt aranylemez lett. A Dead Kennedys legnagyobb kereskedelmi sikerrel büszkélkedő lemeze, és a kritikusok által leginkább elismert lemeze egyben. A Fresh Fruit for Rotting Vegetables az amerikai punk alapműve lett, szerepel az 1001 lemez, amit hallanod kell, mielőtt meghalsz című könyvben.

## Az album dalai
| 1. | Kill the Poor                                    | East Bay Ray, Jello Biafra | 3:07 |
| 2. | Forward to Death                                 | 6025 (Carlos Cadona)       | 1:23 |
| 3. | When Ya Get Drafted                              | Biafra                     | 1:23 |
| 4. | Let's Lynch the Landlord                         | Biafra                     | 2:13 |
| 5. | Drug Me                                          | Biafra                     | 1:56 |
| 6. | Your Emotions                                    | East Bay Ray               | 1:20 |
| 7. | Chemical Warfare                                 | Biafra                     | 2:58 |
| 8. | Too Drunk to Fuck (a limitált kiadás bónuszdala) | Biafra                     | 2:40 |

| 1. | California Über Alles  | Biafra, John Greenway  | 3:03 |
| 2. | I Kill Children        | Biafra                 | 2:04 |
| 3. | Stealing People's Mail | Biafra                 | 1:34 |
| 4. | Funland at the Beach   | Biafra                 | 1:49 |
| 5. | Ill in the Head        | 6025, Biafra           | 2:46 |
| 6. | Holiday in Cambodia    | Biafra, Greenway       | 4:37 |
| 7. | Viva Las Vegas         | Doc Pomus, Mort Shuman | 2:42 |

## Közreműködők
- Jello Biafra – ének, művészi munka
- East Bay Ray – szólógitár, producer
- Klaus Flouride – basszusgitár, háttérvokál
- Ted – dob
- 6025 (Carlos Cadona) – ritmusgitár az Ill in the Head-en
- Paul Roessler – billentyűk
- Ninotchka – billentyűk, háttérvokál
- Dirk Dirksen – háttérvokál
- Bobby Unrest – háttérvokál
- Michael Synder – háttérvokál
- Bruce Calderwood (Bruce Loose) – háttérvokál
- Barbara Hellbent – háttérvokál
- HyJean – háttérvokál
- Curt – háttérvokál
- Chi Chi – háttérvokál
- Norm – producer
- Oliver DiCicco – hangmérnök, keverés
- Annie Horwood – művészi munka
- Winston Smith – művészi munka

## Fordítás
Ez a szócikk részben vagy egészben a Fresh Fruit for Rotting Vegetables című angol Wikipédia-szócikk ezen változatának fordításán alapul.  Az eredeti cikk szerkesztőit annak laptörténete sorolja fel. Ez a jelzés csupán a megfogalmazás eredetét és a szerzői jogokat jelzi, nem szolgál a cikkben szereplő információk forrásmegjelöléseként.